# Ligne M5 du métro de Bucarest
Pour les articles homonymes, voir Ligne M5.
La ligne M5 du métro de Bucarest est une ligne de métro à Bucarest, en Roumanie. Mise en service le 15 septembre 2020, elle est la cinquième et dernière ligne du métro de Bucarest à entrer en opération. Longue de 6,87 km, elle compte 10 stations. Elle relie Eroilor à Valea Ialomiței ou Râul Doamnei.

## Histoire
La ligne M5 du métro de Bucarest est mise en service le 15 septembre 2020.

## Caractéristiques

### Stations
Liste des 10 stations en service :
- Eroilor
- Academia Militară
- Orizont
- Favorit
- Tudor Vladimirescu
- Parc Drumul Taberei
- Romancierilor

Branche ouest :
- Valea Ialomiței

Branche sud :
- Constantien Brâncusi
- Râul Doamnei

## Projet
Un prolongement est prévu jusqu'à la station de Pantelimon, via les stations Universiter et Piata Iancului.